# Doripénem
Le doripénem est une molécule antibiotique.

## Mode d'action
Le doripénem inhibe la PLP, enzyme permettant la synthèse du peptidoglycane bactérien.